# Дерріл Сідор
Дерріл Сідор (англ. Darryl Sydor, нар. 13 травня 1972, Едмонтон) — колишній канадський хокеїст, що грав на позиції захисника. Грав за збірну команду Канади.
Володар Кубка Стенлі. Провів понад тисячу матчів у Національній хокейній лізі. 

## Ігрова кар'єра
Хокейну кар'єру розпочав 1988 року виступами за команду «Камлупс Блейзерс» в ЗХЛ.
1990 року був обраний на драфті НХЛ під 7-м загальним номером командою «Лос-Анджелес Кінгс». 
Протягом професійної клубної ігрової кар'єри, що тривала 20 років, захищав кольори команд «Лос-Анджелес Кінгс» ,  «Даллас Старс» ,  «Колумбус Блю-Джекетс» ,  «Тампа-Бей Лайтнінг» ,  «Піттсбург Пінгвінс»   та  «Сент-Луїс Блюз».
Загалом провів 1446 матчів у НХЛ, включаючи 155 ігор плей-оф Кубка Стенлі.
Виступав за збірну Канади, провів 16 ігор в її складі.

## Тренерська робота
У сезоні 2010/11 асистент головного тренера клубу «Г'юстон Аерос» (АХЛ). З 30 червня 2011 асистент головного тренера клубу «Міннесота Вайлд».

## Нагороди та досягнення
Клубні
- Кубок Еда Чіновета в складі «Камлупс Блейзерс» — 1990, 1992.
- Меморіальний кубок у складі «Камлупс Блейзерс» — 1992.
- Учасник матчу усіх зірок НХЛ — 1998, 1999.
- Володар Кубка Стенлі в складі «Даллас Старс» (1999) та «Тампа-Бей Лайтнінг» (2004).

Збірні
- Чемпіон світу 1994 року та срібний призер чемпіонату світу 1996 року.

## Статистика

### Клубні виступи
| Сезон        | Клуб                   | Ліга         | Регулярний сезон | Регулярний сезон | Регулярний сезон | Регулярний сезон | Регулярний сезон | Плей-оф | Плей-оф | Плей-оф | Плей-оф | Плей-оф |
| Сезон        | Клуб                   | Ліга         | І                | Г                | П                | О                | ШХ               | І       | Г       | П       | О       | ШХ      |
| ------------ | ---------------------- | ------------ | ---------------- | ---------------- | ---------------- | ---------------- | ---------------- | ------- | ------- | ------- | ------- | ------- |
| 1988–89      | «Камлупс Блейзерс»     | ЗХЛ          | 65               | 12               | 14               | 26               | 86               | 15      | 1       | 4       | 5       | 19      |
| 1989–90      | «Камлупс Блейзерс»     | ЗХЛ          | 67               | 29               | 66               | 95               | 129              | 17      | 2       | 9       | 11      | 28      |
| 1990–91      | «Камлупс Блейзерс»     | ЗХЛ          | 66               | 27               | 78               | 105              | 88               | 12      | 3       | 22      | 25      | 10      |
| 1991–92      | «Камлупс Блейзерс»     | ЗХЛ          | 29               | 9                | 39               | 48               | 33               | 17      | 3       | 15      | 18      | 18      |
| 1991–92      | «Лос-Анджелес Кінгс»   | НХЛ          | 18               | 1                | 5                | 6                | 22               | —       | —       | —       | —       | —       |
| 1992–93      | «Лос-Анджелес Кінгс»   | НХЛ          | 80               | 6                | 23               | 29               | 63               | 24      | 3       | 8       | 11      | 16      |
| 1993–94      | «Лос-Анджелес Кінгс»   | НХЛ          | 84               | 8                | 27               | 35               | 94               | —       | —       | —       | —       | —       |
| 1994–95      | «Лос-Анджелес Кінгс»   | НХЛ          | 48               | 4                | 19               | 23               | 36               | —       | —       | —       | —       | —       |
| 1995–96      | «Лос-Анджелес Кінгс»   | НХЛ          | 58               | 1                | 11               | 12               | 34               | —       | —       | —       | —       | —       |
| 1995–96      | «Даллас Старс»         | НХЛ          | 26               | 2                | 6                | 8                | 41               | —       | —       | —       | —       | —       |
| 1996–97      | «Даллас Старс»         | НХЛ          | 82               | 8                | 40               | 48               | 51               | 7       | 0       | 2       | 2       | 0       |
| 1997–98      | «Даллас Старс»         | НХЛ          | 79               | 11               | 35               | 46               | 51               | 17      | 0       | 5       | 5       | 14      |
| 1998–99      | «Даллас Старс»         | НХЛ          | 74               | 14               | 34               | 48               | 50               | 23      | 3       | 9       | 12      | 16      |
| 1999–00      | «Даллас Старс»         | НХЛ          | 74               | 8                | 26               | 34               | 32               | 23      | 1       | 6       | 7       | 6       |
| 2000–01      | «Даллас Старс»         | НХЛ          | 82               | 10               | 37               | 47               | 34               | 10      | 1       | 3       | 4       | 0       |
| 2001–02      | «Даллас Старс»         | НХЛ          | 78               | 4                | 29               | 33               | 50               | —       | —       | —       | —       | —       |
| 2002–03      | «Даллас Старс»         | НХЛ          | 81               | 5                | 31               | 36               | 40               | 12      | 0       | 6       | 6       | 6       |
| 2003–04      | «Колумбус Блю-Джекетс» | НХЛ          | 49               | 2                | 13               | 15               | 26               | —       | —       | —       | —       | —       |
| 2003–04      | «Тампа-Бей Лайтнінг»   | НХЛ          | 31               | 1                | 6                | 7                | 6                | 23      | 0       | 6       | 6       | 9       |
| 2005–06      | «Тампа-Бей Лайтнінг»   | НХЛ          | 80               | 4                | 19               | 23               | 30               | 5       | 0       | 1       | 1       | 0       |
| 2006–07      | «Даллас Старс»         | НХЛ          | 74               | 5                | 16               | 21               | 36               | 7       | 1       | 1       | 2       | 4       |
| 2007–08      | «Піттсбург Пінгвінс»   | НХЛ          | 74               | 1                | 12               | 13               | 26               | 4       | 0       | 0       | 0       | 2       |
| 2008–09      | «Піттсбург Пінгвінс»   | НХЛ          | 8                | 1                | 1                | 2                | 2                | —       | —       | —       | —       | —       |
| 2008–09      | «Даллас Старс»         | НХЛ          | 65               | 2                | 11               | 13               | 16               | —       | —       | —       | —       | —       |
| 2009–10      | «Сент-Луїс Блюз»       | НХЛ          | 47               | 0                | 8                | 8                | 15               | —       | —       | —       | —       | —       |
| Усього в НХЛ | Усього в НХЛ           | Усього в НХЛ | 1,291            | 98               | 409              | 507              | 755              | 155     | 9       | 47      | 56      | 73      |

### Збірна
| Рік                | Команда            | Турнір             | І  | Г | П | О | ШХ |
| ------------------ | ------------------ | ------------------ | -- | - | - | - | -- |
| 1992               | Канада             | МЧС                | 7  | 3 | 1 | 4 | 4  |
| 1994               | Канада             | ЧС                 | 8  | 0 | 1 | 1 | 4  |
| 1996               | Канада             | ЧС                 | 8  | 0 | 1 | 1 | 0  |
| Національна збірна | Національна збірна | Національна збірна | 16 | 0 | 2 | 2 | 4  |